# STEKKEY
株式会社STEKKEY（ステッキー）は、東京都港区に本社を置く日本のコミュニケーション・デザイン企業。2018年1月に砂押貴久と松丸祐子（まつゆう*）により設立され、広告代理業、ブランドコミュニケーション支援、自社開発IT / AIプロダクトの3領域で事業を展開している。

## 概要
株式会社STEKKEYは、課題の本質に向き合い、コミュニケーション・デザインの力で解決を図る企業。顧客企業だけでなく、生活者や社会全体の心を動かすストーリー設計を通じ、体験価値や文化創造を重視している。

## 沿革
- 2018年1月4日 – 株式会社STEKKEY設立。
- 2019年2月 – ITコミュニケーションサービスの第1弾として「STORY CHAT」を発表。企業・ブランドが発信したい内容を会話形式に置き換えるデジタル・コミュニケーション・サービス。
- 2020年7月 – オンライン・ヨセガキ「Yosemile（ヨセミル）」をリリース。スマホやPC等で簡単にヨセガキのボードを作成し、気軽にメッセージを書くことができる無料デジタル・コミュニケーション・サービス。
- 2020年10月 – 「STORY CHAT」が2020年度の「GOOD DESIGN賞」を受賞。
- 2021年5月 – note株式会社とのパートナーシップ締結、note公式コンサルティングメニュー開始。
- 2024年9月 – 伴走型事業支援サービス「STEKKEY CONNECT」をリリース。
- 2025年7月 – 感情を“翻訳“するセルフケアAI「SFT（Semantic Framing Translator）」をリリース。

## 事業内容・実績
エージェンシー事業 – 広告、キャンペーン企画、SNS運用支援を手がける。
- Rakuten Fashion Week TOKYO
  - 2024 S/S～2025 A/W – Rakuten Fashion Week TOKYOにて、史上初の4シーズン連続でキービジュアル制作を担当し、フル3DCG・AIを駆使した新たな手法で話題に。「AI PUBLIC ART」施策が雑誌『ブレーン』、フルAIのキービジュアルが『東洋経済オンライン』、宣伝会議等で紹介。
  - 2021 S/S～2025 A/W – デジタル発信プロジェクト『DIGITAL VOICE』を企画・制作。ファッション業界人やインフルエンサーを巻き込んだ施策を行った。
- Veuve Clicquot「Yelloween」オンラインイベント – コムアイのトークイベント、大沢伸一率いるRHYME SOのライブを含むイベント全体をプロデュース。
- その他、KIEHL’S、kate spade new york、Honda、Zurich、abrAsus hotel Fujiなど100を超えるプロジェクトの実績あり。

自社ITサービス開発
- オーダーメイド・チャットストーリー「STORY CHAT」（2020年 グッドデザイン賞受賞）
- Cartier「カルティエ時の結晶」展 – LINE上で「STORY CHAT」を用いて展覧会の解説コンテンツを展開。
- YSL BEAUTY「I AM LIBRE」 – スペシャルイベントで「STORY CHAT」を用いてジャパンアンバサダーのローラの解説コンテンツを展開。
- その他、「資生堂」「東海大学」などの利用実績あり。
- オンライン寄せ書きサービス「Yosemile」
- 感情翻訳AI「SFT（Semantic Framing Translator）」

事業支援 – 月額固定の伴奏型事業支援「STEKKEY CONNECT」。ブランド戦略やデジタルマーケティングを包括的に支援。
- STEKKEY CONNECT
- 2025年4月 – news zero（日本テレビ） – 「STORY CHAT」でX、Instagram、TikTokのSNSリブランディング支援。

## 主なメンバー
- 砂押貴久 – 代表取締役／クリエイティブディレクター。WWD JAPAN.comチーフプランナーを経て独立。「SFT」「STORY CHAT」など自社プロダクトを開発。
- 松丸祐子（まつゆう*） – 共同創業者／クリエイティブプランナー。モデル出身でインターネット黎明期より活動し、複数書籍の著者。「STORY CHAT」ストーリーテラーも務める。
- その他：橋本政宜（アカウントマネージャー）、大脇初枝（アートディレクター）、荒川晃久（デザイナー）、中村朋子（デザイナー）、吉田篤（WEB開発ディレクター）、池上隼人（バックオフィスマネージャー）。